# 800
Năm 800 là một năm nhuận bắt đầu bằng ngày thứ 4 trong lịch Julius.

## Sự kiện
- 25 tháng 12 - Giáo hoàng Leo III làm lễ lên ngôi hoàng đế cho Charlemagne.